# Église Sainte-Cunégonde de Královské Poříčí
Cette église Sainte-Cunégonde (en tchèque : Kostel svaté Kunhuty) est une église catholique romaine située dans le village de Královské Poříčí, lui-même situé dans le district de Sokolov, en Tchéquie. L'église dédiée à sainte Cunégonde est protégée comme monument culturel de la République tchèque depuis 1963.
La dédicace, relativement rare en Bohême, soutient l'idée que Královské Poříčí a été fondée par des colons allemands.
Devant l'église se trouve une statue de saint Jean Népomucène et trois croix de conciliation, dont l'une, une croix monolithique en pierre avec une tête cunéiforme et une gravure de croix, est également protégée en tant que monument culturel.

## Histoire

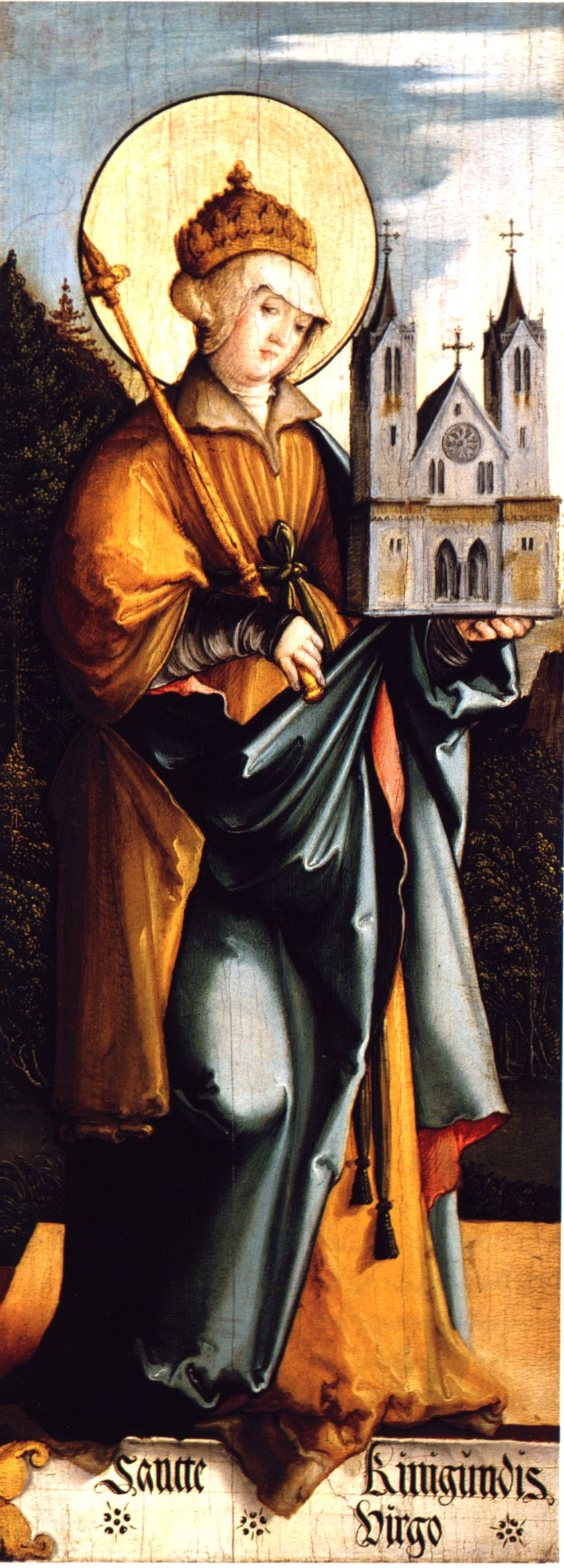
Sainte Cunégonde sur une peinture du maître de Meßkirch réalisée vers 1535.

La première mention écrite (cs) de l'église remonte à 1240, lorsque le Tchèque Venceslas Ier (1230-1253) a accordé aux Chanoines réguliers de la Très Sainte-Croix de l'Étoile Rouge le patronage de l'église.
Bien que ce document ait été perdu, il a servi de base au prêtre August Leopold Stöhr (cs) de Křižovnice lorsqu'il a écrit son livre sur les curiosités de la région, publié en 1810. On peut supposer que l'église a été construite peu avant 1240. De plus, lors de la reconstruction de l'église Sainte Cunégonde au début des années 1990, des éléments romans ont été découverts, confirmant clairement l'âge, correspondant au début du XIIIe siècle.
Les détails visibles sont notamment la petite fenêtre romane dans le mur sud et le revêtement en pierre de l'arc brisé du portail gothique précoce dans le mur nord. L'église a été reconstruite entre le XVIIe et le XVIIIe siècle. Pendant la reconstruction, un ajout a été fait à la nef de l'ancienne église. Du côté ouest, il y avait un narthex baroque et un presbytère de 8 m de long, fermé en polygone. Au-dessus du chœur s'élève une tour sanctuaire de treize mètres de haut, surmontée d'une baie en forme d'oignon. L'église a été nouvellement recouverte d'un toit à deux pans. La nouvelle dédicace a probablement eu lieu en 1701. L'église a été progressivement équipée d'un nouveau mobilier, essentiellement baroque.

## Dédicace
Cette dédicace à sainte Cunégonde, relativement rare en Bohême, soutient l'idée que Královské Poříčí a été fondée par des colons allemands. En effet, Sokolov s'appelait autrefois Falkenau an der Eger et faisait partie des Sudètes. Le saint était principalement vénéré dans la région de Bamberg. Il est possible que ce soient les colons de cette région d'Allemagne qui aient fondé le village de Královské Poříčí et dédié l'église à sainte Cunégonde.

## Architecture et décoration du bâtiment
Au début, l'église à nef unique était le seul bâtiment en briques du village. La reconstruction au tournant des XVIIe et XVIIIe siècles a transformé sa forme médiévale romano-gothique en un style baroque simple. Ce faisant, les rares éléments romano-gothiques du premier développement de l'église ont été préservés. Le pignon de l'église est décoré d'une fresque datant de 1933. Son auteur est Toni Schönecker, un peintre et graphiste de Falkenau an der Eger. Le motif central de la fresque est la figure d'un semeur, à sa droite se trouve le motif de la prière quotidienne et à sa gauche sont représentées des occupations typiques de la région.

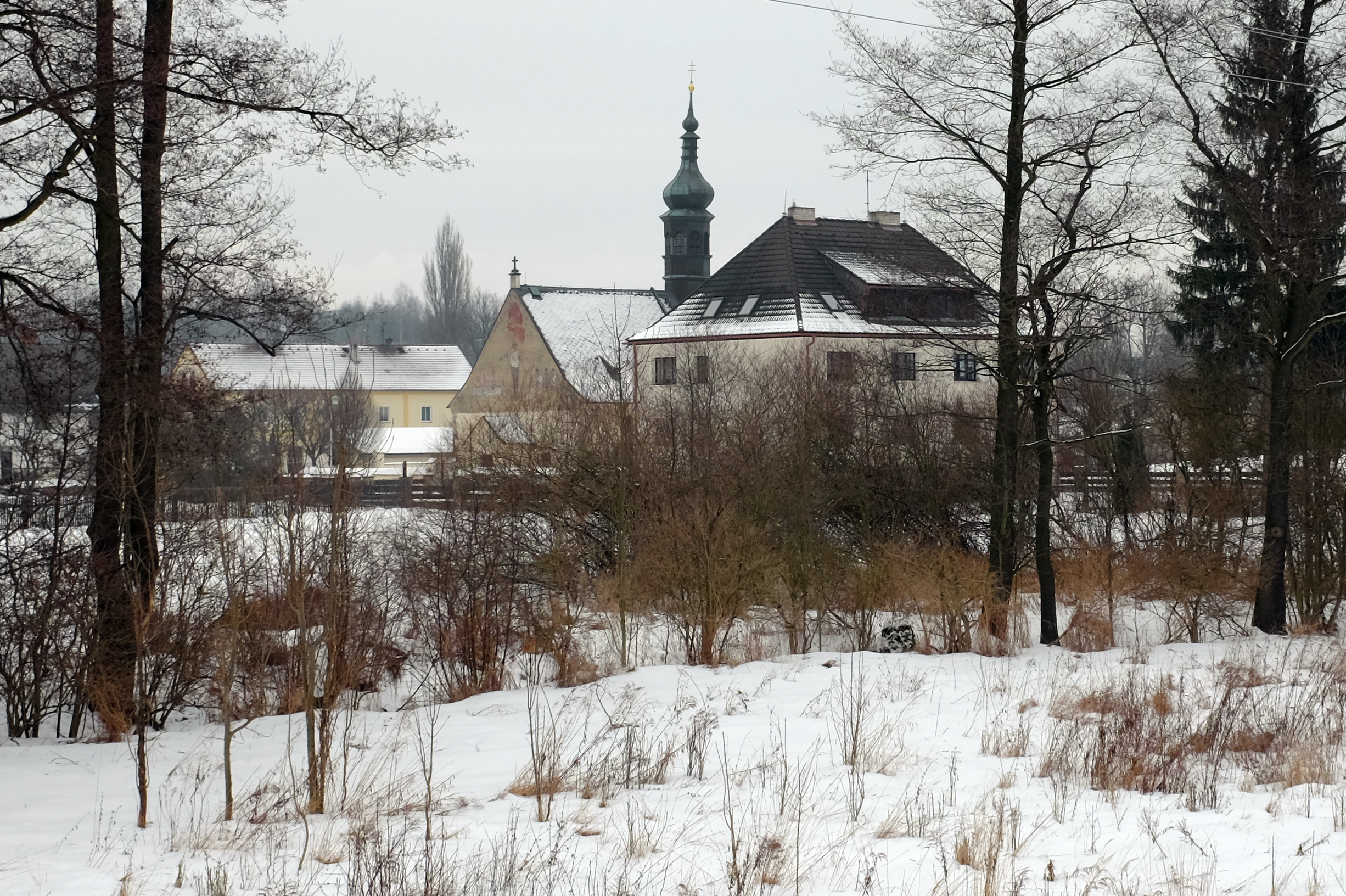
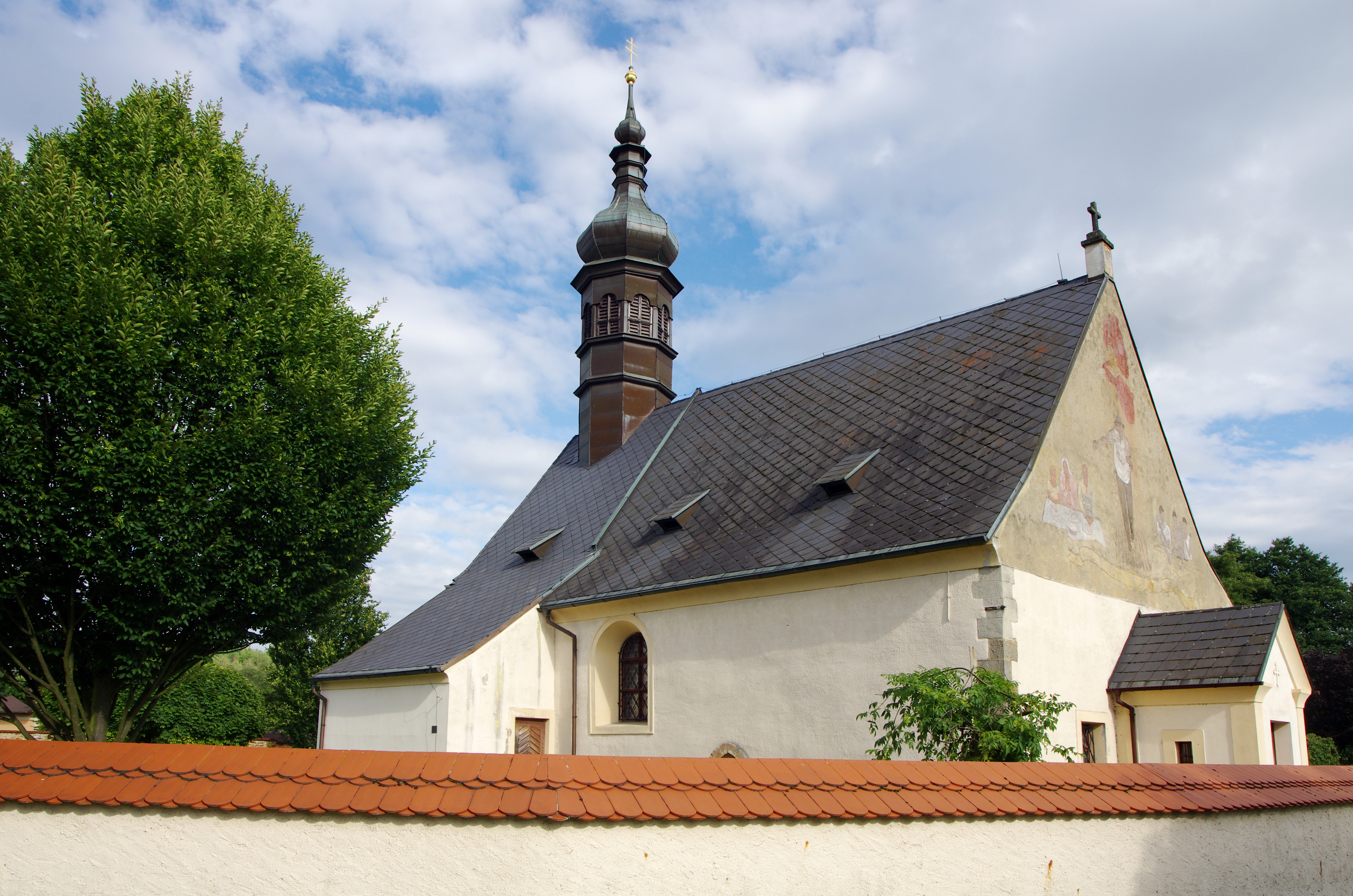
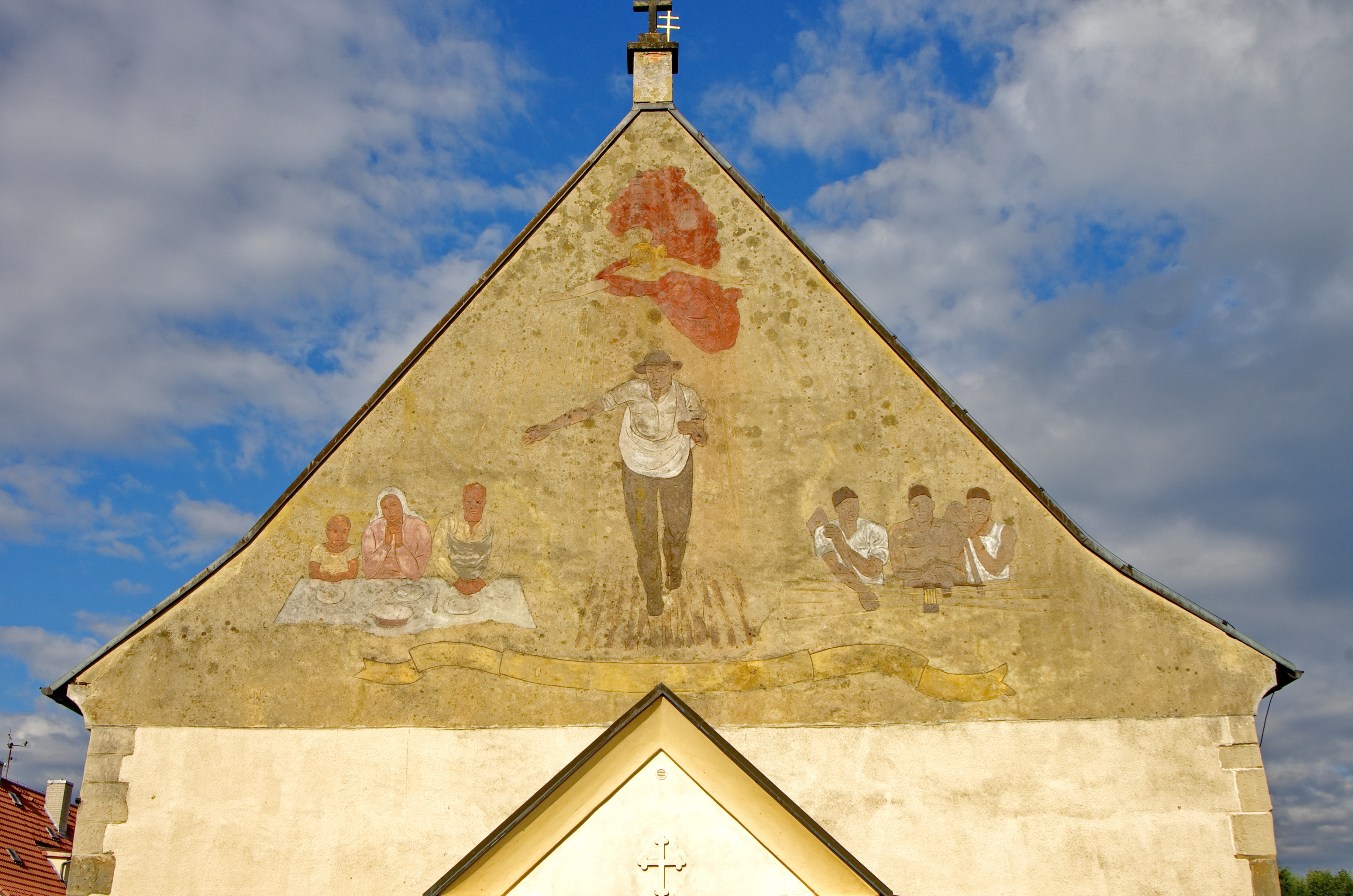
La fresque de Toni Schönecker

## Intérieur de l'église

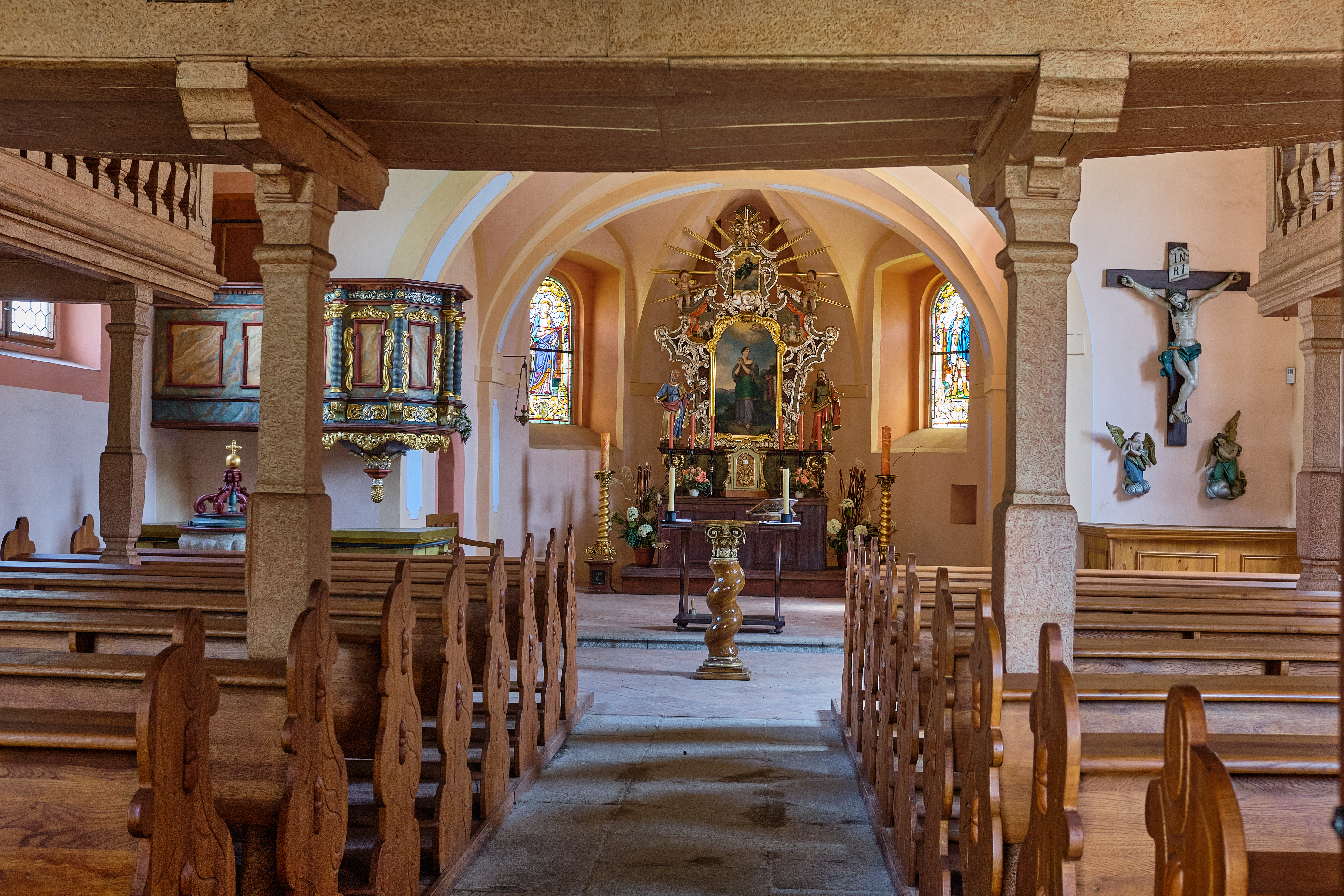

Après la reconstruction au tournant des XVIIe et XVIIIe siècles, l'église a été dotée d'un nouveau mobilier.
Des photographies plus anciennes montrent que son équipement était beaucoup plus étendu que l'actuel. Dans la nef, on trouve un chœur triangulaire baroque en bois et un orgue rococo de la fin du XVIIIe siècle. Leur auteur est le facteur d'orgues Anton Müller, originaire de Kraslice, fondateur de la famille de facteurs d'orgues d'Egra.
L'arc triomphal est semi-circulaire, le presbytère a une voûte croisée à lunettes. Il y a une transition arrondie entre le plafond et le mur. Le maître-autel avec des ailes décoratives date de la première moitié du XVIIIe siècle. Dans les sommets des ailes, sur les deux côtés, il y a des reliefs polychromes figuratifs représentant des moments de la vie de la sainte. Selon d'anciennes photographies, le retable était autrefois plus orné, avec une sculpture de Dieu le Père dans les nuages, entouré de têtes d'anges. Cette composition baroque a été remplacée par une petite peinture moderne du même sujet. Le retable actuel, datant de la première moitié du XIXe siècle, représente Sainte Cunégonde. Il s'agit de l'œuvre de l'artiste Loket Hermann Kugler. Cette peinture a remplacé l'œuvre originale, qui daterait de 1720. Les vitraux du presbytère sont modernes, datant du début du XXe siècle. La cloche portant la date de 1302 et l'inscription " Saint-Venceslas, tiens-toi près de nous " a été suspendue dans la tour jusqu'à ce qu'elle soit restaurée pendant la Seconde Guerre mondiale. Comme l'inscription était adressée au saint patron tchèque et non à la sainte patronne de l'église, Sainte Cunégonde, on ne peut exclure qu'elle n'ait pas été fabriquée à l'origine pour une autre église et d'où elle aurait été transférée à Královské Poříčí